# 입자 목록
이 글은 입자물리학에서 발견되었거나 존재할 것으로 추측된 입자들의 목록이다. 아래의 입자들 중 일부는 기본 입자이며, 나머지는 기본 입자들로 이루어진 합성 입자이다.

## 기본 입자
기본 입자는 내부 구조가 없는, 물질을 구성하는 가장 기본적인 입자를 말한다. 이들은 양자장론의 핵심 연구 대상이 된다. 기본 입자들은 크게 정수의 절반 값의 스핀을 갖는 페르미온과 정수 스핀을 갖는 보손으로 나눌 수 있다.

### 표준 모형
표준 모형은 인류가 현재 이해하고 있는 소립자계의 현상을 하나의 이론으로 정리한 것이다. 표준 모형에 나오는 모든 입자는 관찰되었다.

#### 페르미온

양성자는 2개의 위 쿼크와 1개의 아래 쿼크로 이루어져있다.

페르미온은 반홀수의 스핀을 갖고 있는데, 표준 모형에서 모든 페르미온의 스핀은 1/2이다 (와인버그-위튼 정리). 각 페르미온에 대해 그에 대응하는 반입자가 존재한다. 표준 모형의 페르미온은 색력을 느끼는지의 여부에 따라, 쿼크와 렙톤으로 나뉜다. 표준 모형의 페르미온은 총 12가지 맛깔(flavor)이 있는데, 그 중 6가지는 쿼크이고 나머지 6가지는 렙톤이다.
- 쿼크들은 색력을 통해 상호작용한다.

| 세대 | 이름/맛 | 이름/맛 | 전하 (e) | 질량 (MeV)         | 반쿼크        | 반쿼크                            |
| 1    | 위      | (u)     | +2/3     | 1.5 ~ 4            | 반위 쿼크     | {\displaystyle ({\overline {u}})} |
| 1    | 아래    | (d)     | −1/3     | 4 ~ 8              | 반아래 쿼크   | {\displaystyle ({\overline {d}})} |
| 2    | 기묘    | (s)     | −1/3     | 80 ~ 130           | 반기묘 쿼크   | {\displaystyle ({\overline {s}})} |
| 2    | 맵시    | (c)     | +2/3     | 1,150 ~ 1,350      | 반맵시 쿼크   | {\displaystyle ({\overline {c}})} |
| 3    | 바닥    | (b)     | −1/3     | 4,100 ~ 4,400      | 반바닥 쿼크   | {\displaystyle ({\overline {b}})} |
| 3    | 꼭대기  | (t)     | +2/3     | 171,400 ± 2,100[1] | 반꼭대기 쿼크 | {\displaystyle ({\overline {t}})} |
- 렙톤은 색력의 영향을 받지 않는다.

| 전기띤 렙톤(Charged lepton) / 반입자 | 전기띤 렙톤(Charged lepton) / 반입자    | 전기띤 렙톤(Charged lepton) / 반입자 | 전기띤 렙톤(Charged lepton) / 반입자 |  | 중성미자 / 반중성미자           | 중성미자 / 반중성미자                                       | 중성미자 / 반중성미자 | 중성미자 / 반중성미자 |
| 이름                                 | 기호                                    | 전하 (e)                             | 질량 (MeV)                           |  | 이름                            | 기호                                                        | 전하 (e)              | 질량 (MeV)            |
| 전자 / 양전자                        | {\displaystyle e^{-}\,/\,e^{+}}         | −1 / +1                              | 0.511                                |  | 전자 중성미자 / 전자 반중성미자 | {\displaystyle \nu _{e}\,/\,{\overline {\nu }}_{e}}         | 0                     | < 0.0000022[2]        |
| 뮤온                                 | {\displaystyle \mu ^{-}\,/\,\mu ^{+}}   | −1 / +1                              | 105.7                                |  | 뮤온 중성미자 / 뮤온 반중성미자 | {\displaystyle \nu _{\mu }\,/\,{\overline {\nu }}_{\mu }}   | 0                     | < 0.17[2]             |
| 타우온                               | {\displaystyle \tau ^{-}\,/\,\tau ^{+}} | −1 / +1                              | 1777                                 |  | 타우 중성미자 / 타우 반중성미자 | {\displaystyle \nu _{\tau }\,/\,{\overline {\nu }}_{\tau }} | 0                     | < 15.5[2]             |
중성미자 진동으로 인해 중성미자는 양의 질량을 갖게 된다. 그 값이 극히 작아서 정확하게 측정되지는 않았지만, 질량이 있다는 것은 증명되었다.

#### 보손
보손은 정수 스핀을 갖는다. 자연계의 기본 상호작용은 게이지 보손에 의해 전달되며, 질량은 힉스 보손에 의해 생기는 것으로 추정되고 있다. 다음은 표준 모형에 나타나는 보손들이다.
| 이름      | 전하 (e) | 스핀 | 질량 (GeV) | 매개하는 힘 |
| 광자      | 0        | 1    | 0          | 전자기력    |
| W±        | ±1       | 1    | 80.4       | 약한 핵력   |
| Z0        | 0        | 1    | 91.2       | 약한 핵력   |
| 글루온    | 0        | 1    | 0          | 강한 핵력   |
| 힉스 보손 | 0        | 0    | >112       | (아래 참고) |

### 가설적 입자

#### 표준 모형
표준 모형에서는 약전자기 대칭을 깨기 위하여, 스칼라 입자인 힉스 보손을 도입한다. 가장 간단한 모형의 경우 중성인 하나의 힉스 보손이 있으나, 더 복잡한 모형의 경우 복수의 힉스 보손이 있는 경우도 있다.

#### 대통일이론과 기타 확장 표준 모형
대통일이론에서는 각종 추가 입자를 예측한다. 예측하는 정확한 입자의 종류는 이론에 따라 다르다. 대부분의 경우, 자기 단극자를 예측한다.
페체이 퀸 이론에서는 강력의 CP 문제를 해결하기 위하여 액시온이라는 스칼라 입자를 도입한다.

#### 초대칭
초대칭을 포함하는 이론들은 추가적인 입자들의 존재를 예측한다. 이 중 오늘날 (2010년) 실험적으로 검증된 것은 없다. 아래의 목록은 최소 초대칭 표준 모형(MSSM)을 따른다. (다른 모형의 경우 입자 목록이 다를 수 있다.
- 표준 모형의 페르미온은 각각 스핀 0의 초짝입자(superpartner)을 가진다.
  - 쿼크의 초짝입자는 초쿼크(squark)다. 이 중, 초꼭대기 초쿼크(꼭대기 쿼크의 초짝입자)는 비교적 낮은 질량을 가질 것으로 생각되어, 실험적 발견을 위한 노력이 이루어지고 있다.
  - 렙톤의 초짝입자는 초렙톤(slepton)다. 즉, 초전자, 초뮤온, 초중성미자 따위다.
- 표준 모형의 보손의 초짝입자는 서로 섞여, 전하에 따라 초중성입자(neutralino)와 초전하입자(chargino) 두 범주로 나뉜다. 이들은 모두 스핀 ½이다.
  - 중성 초W (wino)와 초B (bino) [혹은 초Z(zino)와 초광자(photino)], 2종의 중성 초힉스 (higgsino)가 섞여 총 4종의 초중성입자를 이룬다.
  - 전하 초W와 전하 초힉스가 섞여 2종의 초전하입자를 이룬다.
  - 이 외에도, 글루온의 초짝입자로 초글루온(gluino)이 있다.

초짝입자 가운데 가장 가벼운 입자(lightest supersymmetric partner, LSP)는 안정하며, 암흑 물질을 이룰 것이라 예상된다.
이 외에도 초대칭적 페체이 퀸 이론에는 액시온의 초짝입자가 있다. 액시온의 경우, 초짝입자가 스칼라 초짝입자 (saxion)와 페르미온 초짝입자 (axion) 두 종이 있다. (일부 모형에서는 스칼라 초액시온은 딜라톤(dilaton)과 같다.)
또한, 초중력 초중력 이론에는 중력자의 초짝입자인 스핀 1½의 초중력자(gravitino)가 있다. (이는 라리타-슈윙거 방정식을 따른다.)

#### 양자 중력 이론
양자 중력 이론, 끈이론 따위에서는 중력을 설명하기 위하여 추가로 입자를 도입한다.
- 양자 중력 이론에서 중력자(스핀 2)는 중력을 매개하는 입자이다.
- 중력스칼라(graviscalar, 스핀 0)와 중력광자(graviphoton, 스핀 1)
- 칼루차-클라인 이론과 끈이론의 경우, 스핀 0의 딜라톤(dilaton)이 있다.

### 기타
타키온은 빛보다 빠르게 움직이며 허수 정지 질량을 갖는 입자를 말한다.
한때 쿼크와 렙톤을 구성하는 하부 구조로 프레온의 존재가 추측되었지만, 이는 입자 가속기 실험으로 사실상 반증되었다.

## 합성 입자

### 강입자
강입자(하드론,Hardron)는 강한 상호작용(강력)으로서 정의되는 합성 입자이다. 강입자는 페르미온과 보손으로 나뉘며 합성된 입자의 spin합이 반정수(eg. 1/2, 3/2, etc)인 경우 중입자(바리온,Baryon)이라하고 합성된 입자의 spin합이 정수(eg. 0,1,2, etc)인 경우에는 중간자(메존,Meson)이라고 불린다.
1964년에 머리 겔만과 조지 츠바이히 (George Zweig)가 각각 독립적으로 제안한 쿼크모델은 양자색력에 의해 글루온과 매개하여 원자가 쿼크 혹은 반쿼크로서 강입자가 구성된다고 설명한다.

### 중입자(바리온)
일반적인 중입자(바리오르미온)은 세개의 원자가 쿼크 또는 세개의 원자가 반쿼크를 각각 포함한다.
- 핵자는 페르미온 원자핵의 일반적인 구성이다.
  - 양성자는 두개의 업 쿼크와 한개의 다운 쿼크로 이루어진다. (uud:up,up,down)
  - 중성자는 두개의 다운 쿼크와 한개의 업 쿼크로 이루어진다. (ddu)
- 한개나 그 이상의 기묘 쿼크로 이루어져 있는 Λ, Σ, Ξ, Ω와 같은 입자로 구성된 중핵자(하이퍼론)는 핵자보다 더 무겁고 쉽게 붕괴되어 짧은 시간 존재할 수 있다. 비록 자연상태에서 원자핵으로 거의 존재하지 않지만 단시간동안 원자핵으로 존재하기도 한다.
- 많은 수의 맵시 쿼크중입자와 바닥 쿼크중입자들 또한 관측되었다.

근래에 발견된 몇가지 실험 결과에 따르면 별난 중입자(exotic baryons)가 존재하는 것처럼 보인다. 하지만 부정적인 의견도 보고되고 있어 이는 아직 불확실 하다.
- 펜타쿼크는 네개의 원자가 쿼크와 한개의 원자가 반쿼크로 구성된다.

### 중간자(보손)
일반적인 중간자는 원자가 쿼크와 원자가 반쿼크로 이루어진다. 중간자는 0이나 1의 스핀을 가지고 있고 기본 입자도 아니기 때문에 합성보손이다. 중간자의 예로는 파이온, 케이온, J/ψ가있다. 양자강력학 모델에 따르면 중간자는 핵자 사이에서 핵력을 매개한다.
중간자에 대해서도 별난 중간자(exotic mesons)의 존재 가능성이 언급되고 있으나 아직 확실히 확인된 바는 없다
- 테트라쿼크는 두개의 원자가 쿼크와 두개의 원자가 반쿼크로 이루어진다.
- 글루볼은 원자가 쿼크가 없는 글루온의 속박상태이다.
- 복합중간자(하이브리드 중간자, Hybrid Bossonybrid mesons)은 한개나 그이상의 원자가 쿼크-반쿼크의 쌍들과 글로온들로 구성된다.

### 원자핵

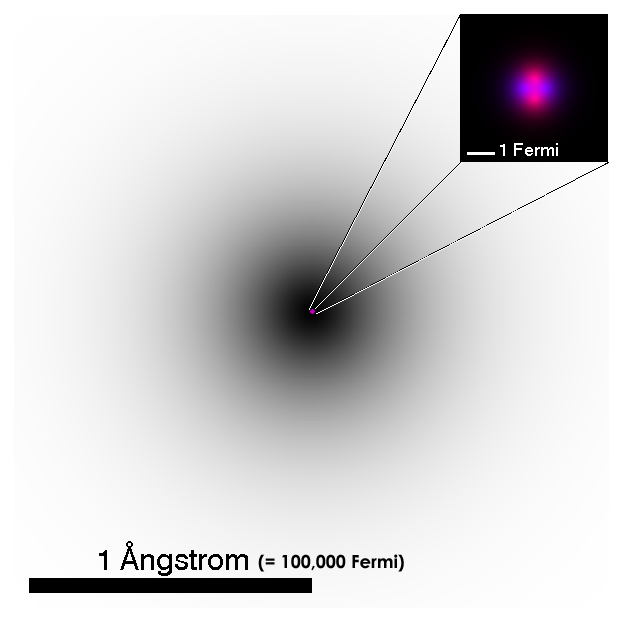
헬륨 원자의 구조. 구분을 위해 양성자는 분홍색, 중성자는 자주색으로 색칠되어있다. 실제의 원자핵은 구면대칭이다.

원자핵은 양성자와 중성자로 이루어져 있다. 각 핵의 종류에 따라 특정한 수의 양성자와 중성자를 가지며 이들의 개수로 인해 고유한 성질을 가진다. 양성자와 중성자의 수에 따라 핵종이나 동위원소들로 분류된다. 한편 핵반응에 의해서 하나의 핵종이 다른 것으로 변할 수도 있다.

## 같이 보기
- 크로논
- 입자 동물원

## 참고자료
- S. Eidelman;  외. (2004). “"Review of Particle Physics"”. 《Physics Letters B》 592: 1. (All information on this list, and more, can be found in the extensive, annually-updated review by the Particle Data Group)
- Joseph F. Alward, Elementary Particles, Department of Physics, University of the Pacific
- Elementary particles, The Columbia Encyclopedia, Sixth Edition. 2001.

1. ↑  “Top mass: now at 1.2% uncertainty”. 2006년 8월 3일. 2006년 10월 15일에 확인함.
2. 1 2 3  “Laboratory measurements and limits for neutrino properties”.